# Турецкий лук

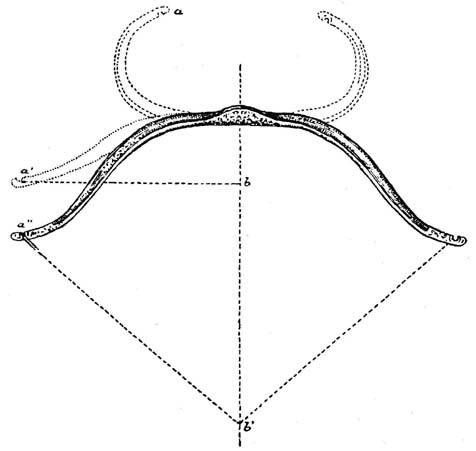
Турецкий лук середины XVI века: без тетивы, с тетивой и в натянутом положении

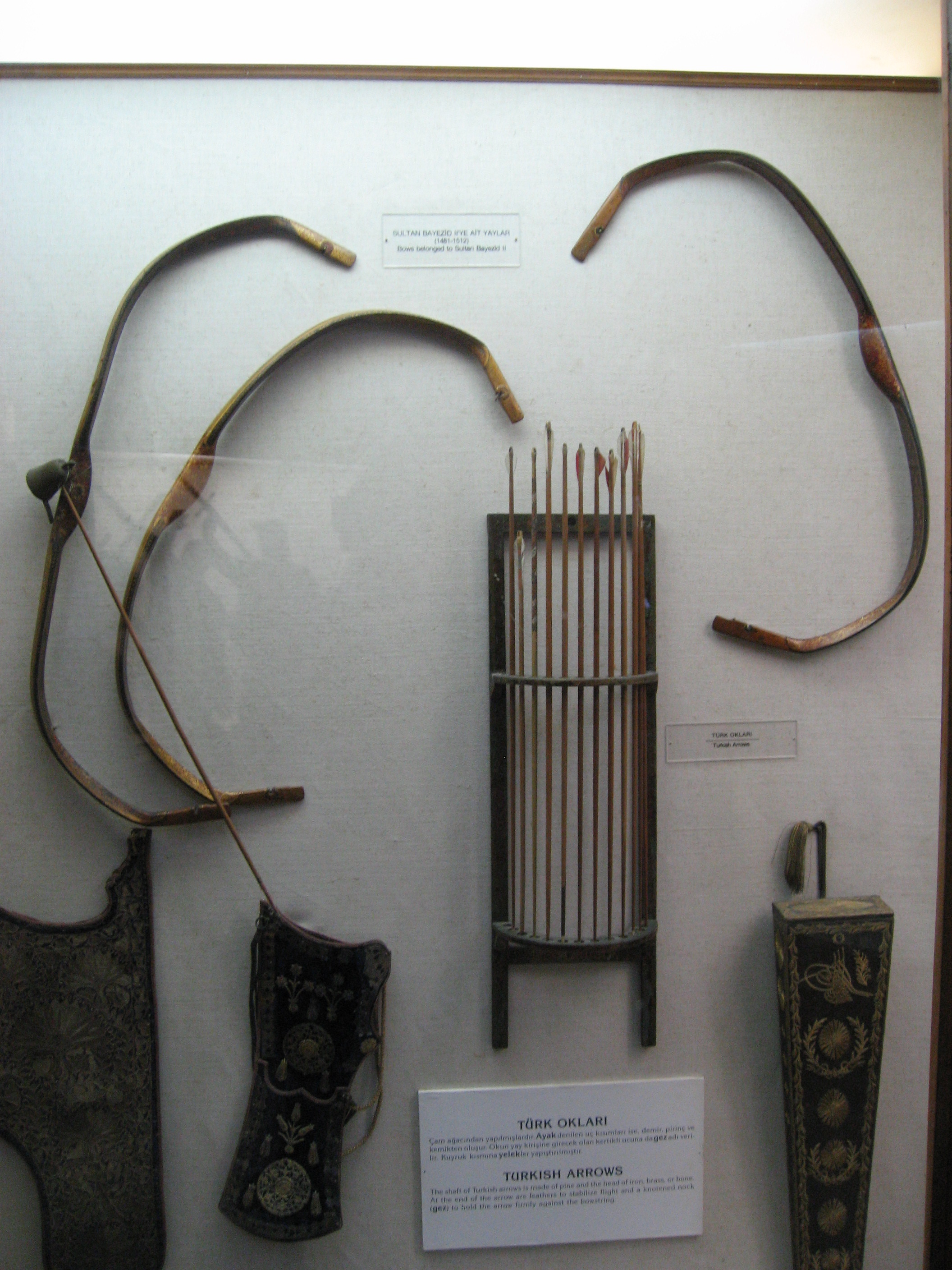
Спущенные турецкие луки Баязида II

Турецкий лук — разновидность лука рефлексивного сложносоставного типа, сформировавшегося и использовавшегося в Турции.

## Конструкция и технология изготовления
Турецкие луки изготавливались с применением разных материалов. Использовалась древесина клёна, берёзы, ясеня. Деревянные пластины, из которых делались плечи лука, обжигали и связывали, предварительно длительно высушивая, для получения требуемой кривизны. Плечи склеивали с рукоятью — средней частью лука, а к концам плеч приклеивали роговые пластинки. Клей делался из отходов сухожилий. С внутренней стороны лука выдалбливался желобок, в который вклеивалась пластинка из рога буйвола. После этого наружная и внутренняя стороны лука обвивалась поперёк полосками из сухожилий, а затем — с наружной стороны наклеивался ещё один слой сухожилий, доходящий до зацепов на концах плеч. На концах плеч приклеивалась деревянная накладка под тетиву — «мадьян». Под конец лук полностью оклеивали берёстой и покрывали несколькими слоями древесного лака, чтобы защитить от влаги. Тетива скручивалась из высушенных бараньих или бычьих жил или кишок. В спущенном положении плечи лука были выгнуты вперёд, что позволяло увеличить натяжение. Сила натяжения подобных луков достигала 80 кг.

## Применение
Турки использовали «монгольский» способ стрельбы из лука, натягивая тетиву большим пальцем, поэтому иногда они пользовались кольцом для стрельбы («зекерон»), которое могло быть сделано из слоновой кости, серебра, золота, нефрита. Для защиты левого предплечья от удара тетивы надевали кожаную муфту.
Стрелы использовались разных типов. Наконечники были черешковыми — они крепились с помощью хвостовика, вставлявшегося в древко, которое в этом месте обматывалось тонкими полосками берёсты или нитями. Древки делались из древесины сосны, ясеня, бука, из заготовок шириной около 2 см, вырубаемых из ствола. Длина стрелы — от 25,5 дюйма (63,75 см) до 25,75 дюйма (64,375 см). Вес стрелы — 7 драхм (12,39 гр). Баланс стрелы находился на расстоянии 12 дюймов (30 см) от её задней зарубки. Форма стрелы бочкообразная, она сильно сужалась начиная от балансирующей точки к краям, по центру 7,8 мм, со стороны наконечника 3,1 мм, со стороны оперения 4,6 мм. Древко полировалось, после чего высушивалось 2 месяца, обжигалось, а потом ещё 10 дней выдерживалось в сухом месте. На конце древка делалась полуовальная выемка для тетивы и оперение, сделанное из крупных перьев крупных птиц. Длина стрел составляла в среднем 75—80 см.
Лук носился в налучье, стрелы — 20—30 штук — в колчане, весь комплект — саадак.
Прицельная дальность стрельбы достигала 150 м, а дальность полёта стрелы — 400—550 м. Рекорд установил турецкий султан Селим III на соревнованиях в Стамбуле в 1798 году — дальность его выстрела составила 889 м. А в 1795 году около Лондона секретарь турецкого посольства совершил выстрел на 441 м, в то время как английский рекорд дальности составлял 306 м. Стрелы, выпущенные из турецкого лука, обладали очень высокой скоростью сравнительно с другими типами луков, и, как следствие, высокой пробивной силой. Хороший стрелок за минуту мог сделать до 12 выстрелов.
Луки в Турции широко использовались до середины XV века, в XVI веке в связи с распространением огнестрельного оружия их боевая роль снижается, однако они сохраняют важное спортивное значение. После Сулеймана I лучная стрельба утратила прежнюю популярность, но в середине XVII века при Мураде IV была возрождена. На протяжении XVIII—XIX веков лук в Турции был популярным, преимущественно, спортивным оружием.